# Lijst van natuurrampen in België en Nederland
De lijst van natuurrampen is een overzicht van natuurrampen in het tegenwoordige Europese grondgebied van België en Nederland.
Een natuurramp is een gebeurtenis die catastrofale gevolgen heeft voor levende wezens, met name mensen. Een lawine in onbewoond gebied zal minder snel een natuurramp genoemd worden dan een lawine die huizen met mensen bedelft.

## Inleiding
Aangezien deze pagina ook historische rampen beschrijft, is de beschrijving volgens het artikel ramp niet, of niet goed toepasbaar. Derhalve worden de volgende criteria toegepast om te kijken of een "incident" een natuurramp is:
1. Oorzaak: Het incident volgt niet uit enig menselijk handelen.
2. Maatschappelijke impact: Het incident heeft een grote, doorgaans traumatische, invloed op een groot aantal mensen of een groot gedeelte van een beperkte groep.
3. Doden en gewonden: Incidenten met veel doden en gewonden zijn over het algemeen een ramp. Bij kleine aantallen doden en/of gewonden is de maatschappelijke impact bepalend om een incident een ramp te noemen.
4. Schade: Een incident met alleen schade, zonder doden of gewonden, is geen ramp, tenzij er sprake is van een ernstige en/of langdurige (economische) ontwrichting.

In deze lijst zijn alleen gebeurtenissen opgenomen waarbij vijf of meer doden en/of een groot aantal gewonden zijn gevallen waarbij geen verwantschap tussen de doden bestond en gebeurtenissen waarbij er sprake is van een zeer groot effectgebied (minimaal de grootte van een gemeente).
In een beperkt aantal gevallen zijn ook natuurrampen opgenomen die buiten het huidige grondgebied van Nederland en België plaatsvonden. In zulke gevallen ligt de "bron" van de ellende buiten België of Nederland, maar ondervond men wel de gevolgen. Een voorbeeld hiervan is de Aardbeving Düren 1756 die in het huidige Duitsland plaatsvond maar waardoor in onder andere Luik gewonden vielen.

## Vóór 1000
- 838
  - 26 december - Tijdens de Stormvloed van 838 liep een groot deel van Noordwest-Nederland onder water. Een groot aantal plaatsen verdween in de golven.

## 1000-1199
- 1014
  - 17 februari - De Stormvloed van 1014 resulteerde in wat zeer waarschijnlijk de eerste doorbraak van de vrijwel gesloten kustlijn van de Lage Landen is geweest. De kroniek van de abdij van Quedlinburg maakt melding van duizenden doden.
- 1134
  - De stormvloed van 1134 trof vooral Zuidwest-Nederland. Het Zwin ontstaat.
- 1164
  - 17 februari - De Sint-Julianavloed in Friesland en Groningen eiste duizenden slachtoffers.
- 1163
  - 21 december - De Sint-Thomasvloed zette grote delen van Holland onder water.
- 1170
  - 1 november - Tijdens de Allerheiligenvloed brak de zee door de duinenrij tussen Texel en Huisduinen. Het Marsdiep ontstond.

## 1200-1399
- 1219
  - 16 januari - Tijdens de Sint-Marcellusvloed werden grote delen van Noord-Nederland en het Zuiderzeegebied overstroomd. De Zuiderzee werd fors groter. Er verdronken circa 36.000 mensen.
- 1287
  - 14 december - Sint-Luciavloed, mogelijk 50.000 tot 80.000 doden, met name in wat nu het waddengebied en het IJsselmeer is. Deze grote overstroming maakte een einde aan de honderden jaren durende strijd tussen Hollanders en West-Friezen.
- 1315 - 1317
  - de Grote hongersnood van 1315-1317 sloeg ook in de Lage Landen toe. Het aantal slachtoffers is onzeker, maar een schatting van 2 à 5% van de bevolking lijkt niet overdreven.
- 1347 - 1351
  - de Zwarte Dood, vermoedelijk een variant van de builenpest, kostte wereldwijd miljoenen mensen het leven. In Europa stierf ongeveer een derde van de bevolking.
- 1375
  - Stormvloed van 1375. De Braakman en de Westerschelde werden aanzienlijk verbreed en verdiept. Het dorp Elmare nabij het Nederlandse IJzendijke, maar eigendom van de Sint-Pietersabdij in Gent, ging verloren. Ook de Grote Waard en de Westfriese Omringdijk liepen schade op.

## 1400-1599
- 1404
  - Eerste Sint-Elisabethsvloed. Grote overstromingen in Zeeuws-Vlaanderen en Oost-Vlaanderen. Onbekend aantal doden. Aanleiding voor gravin Margaretha van Male om een zeewerende dijk aan te leggen. Deze draagt ook nu nog vaak de naam Graaf Jansdijk naar haar zoon Jan zonder Vrees die opdracht gaf de bestaande dijkvakken te verbinden tot één grote dijk.
- 1421
  - 19 november - Tweede Sint Elisabethsvloed, vermoedelijk circa 2.000 doden door dijkdoorbraken in Zeeland en Holland.
- 1529
  - September - Zweetziekte in Antwerpen. Circa 400 doden.[1]
- 1530
  - 5 november - Sint-Felixvloed in het stroomgebied van de Westerschelde. Schattingen lopen op tot 100.000 doden.
- 1536
  - 3 mei - Bij de stadsbrand van Delft wordt ongeveer driekwart van de stad in de as gelegd. De brand, die ongeveer drie dagen duurde, ontstond vermoedelijk door blikseminslag.
- 1570
  - 1 november - De Allerheiligenvloed van 1570 teistert Zeeland en het noorden van Nederland. In Friesland en Groningen verdrinken circa 3.000 mensen. In Zeeland ontstaat het Verdronken Land van Saeftinghe dat in 1574 reeds Verrebroek en Kallo (België) naderde.
- 1580
  - 6 april - Een Aardbeving in het Nauw van Calais zorgt voor veel schade in Engeland, Frankrijk, België en Nederland. Zowel in Engeland en Frankrijk als in België vallen verscheidene doden.
- 1593
  - 24 december - Ongeveer 40 schepen op de rede van Texel vergaan tijdens een zware storm, circa 1.050 doden. De Amsterdamse graanhandelaar Roemer Visscher was een van de reders die veel schade leed. Zijn jongste dochter die net na de ramp werd geboren noemde hij daarom Maria Tesselschade.[2]

## 1600-1699
- 1601
  - 6 november - Bij de stranding van een Duinkerker kaper tijdens een storm bij Texel verdrinken 35 van de 83 opvarenden.[3]
- 1629
  - 12 juli - Bij de Kruittorenramp van Bredevoort slaat de bliksem in de kruittoren van het gelijknamige kasteel Bredevoort waarbij 40 mensen omkomen. Het kasteel, het ambtshuis en meerdere woningen worden onherstelbaar verwoest.
- 1643
  - januari - De grootste overstroming van de Maas in de bekende geschiedenis veroorzaakt vele dijkdoorbraken waarbij honderden mensen omkomen in België en Nederland.[4]
- 1651
  - 4 maart Sint-Pietersvloed in Nederland. Nabij Amsterdam breken diverse dijken door, waardoor de Watergraafsmeer onder water komt te staan. Vijf mensen verdrinken. Oostelijk Friesland en Groningen en de kuststreek worden ook zwaar getroffen.
- 1663
  - Pestepidemie in Amsterdam doodt ongeveer tien procent van de bevolking van Amsterdam, met name in de arme buurten.
- 1674
  - 1 augustus - De zomerstorm van 1674 (misschien met een of meer tornado's) verwoest onder meer het middenschip van de Dom van Utrecht. De storm trekt een spoor van vernieling over het land en eist veel slachtoffers.[5]
- 1680
  - 24 juli - Bij de Kruittorenramp van Heusden slaat de bliksem in de kruittoren van het kasteel in het Nederlandse vestingstadje Heusden, dat hierbij volledig wordt verwoest. Minstens 5 doden.
- 1686
  - 12 november - Sint-Maartensvloed in de provincie Groningen, 1.558 doden.
- 1692
  - 18 september - De Aardbeving bij Verviers had een kracht van 6,3 op de schaal van Richter. Het aantal doden en gewonden is onbekend. Wel is bekend dat er schade was in België, Nederland, Duitsland, Frankrijk (Champagne-streek) en Engeland (Graafschap Kent).

## 1700-1799
- 1703
  - 7 december - Stormvloed van 1703 treft een gebied van Wales tot Friesland. Vermoedelijk, duizenden doden maar onbekend hoeveel in Nederland. Dijkdoorbraken in Friesland veroorzaken grote overstromingen.
- 1713
  - Runderpest in Nederland. In een jaar tijd stierven naar schatting 300.000 runderen. Negentig procent van de veestapel sterft.[6][7]
- 1717
  - 25 december - Kerstvloed in de provincie Groningen, 2.276 doden.
- 1756
  - 18 februari - Aardbeving bij Düren in Duitsland. Ook flinke schade in Luik maar geen doden.
- 1767
  - 27 november - Tijdens een zeer zware noordwesterstorm vergaan voor de Belgische en Nederlandse kust ruim honderd schepen. Ook het VOC-schip Vrouwe Elisabeth Dorothea, op weg naar Texel, wordt getroffen. Zij strandt tussen Petten en Callantsoog. Slechts zes van de 145 opvarenden kunnen worden gered.[8]
- 1769-1770
  - Runderpest in Nederland, met name in Friesland en Groningen. Zeventig procent van de veestapel sterft.[7][9]

## 1800-1899
- 1808
  - 18 januari - Zware storm over de Westerschelde waardoor nabij Gent en Antwerpen diverse polders zijn ondergelopen. Uit deze polders zijn doden gemeld, alsook uit Veere en Vlissingen.[10]
- 1809
  - 29 januari - Watersnood van 1809. Door het ontstaan van ijsdammen in de rivieren steeg het waterpeil snel, met dijkdoorbraken als gevolg. Circa 275 doden en duizend woningen verwoest.
- 1825
  - 3 februari - Stormvloed van 1825 in Groningen, Friesland en Noordwest-Overijssel, circa 800 doden, waarvan 305 in Overijssel. Op Schokland verdrinken dertien personen.
- 1836
  - 29 november: Een orkaan veroorzaakt veel schade in Antwerpen. Schepen vergaan op de kade en meerdere huizen storten in. Er zijn verschillende dodelijke slachtoffers. Ook andere steden in België en Nederland worden getroffen.[11]
- 1839
  - 4 juni: Overstroming van de Borgt tussen Vilvoorde en Grimbergen. Zeer grote schade en maar 74 doden.[12]
- 1843 - 1850
  - Internationale uitbraak van de Aardappelziekte. De pseudoschimmels kunnen binnen slechts enkele dagen de aardappeloogst vernietigen. Voornaamste slachtoffer was Ierland maar ook in Nederland en België werden aardappeloogsten vernietigd en ontstond hongersnood. Tijdens deze Internationale Aardappelcrisis stierven in België, met name Vlaanderen, zo'n veertig- tot vijftigduizend personen. Over Nederland zijn geen getallen bekend. Wel is bekend dat in België en Nederland de aardappelopbrengst in 1845 en 1846 dramatisch daalde: In 1845 daalde de oogst in België met 87%, in Nederland met 43%. Het jaar daarop kon er, vergeleken met een normaal jaar, 71% minder en 56% minder gerooid worden.[13]
- 1848
  - 24 juni - De Ierse schoener Martha of Waterford, geladen met spoorrails, strandt als gevolg van problemen met het kompas tijdens een noordwesterstorm op de westkust van Texel. Met een kleine sloep trachten negen opvarenden tevergeefs de kust te bereiken. Een scheepsjongen komt veilig aan wal, vijf anderen verdrinken. Drie anderen gaan terug aan boord, bouwen een vlot en weten daarmee veilig de kust te bereiken.[14]
- 1855
  - 6 maart - Overstromingen door dijkbreuken als gevolg van ijsgang bij Dreumel, Wageningen en Westervoort. Bij reddingswerk in Veenendaal sloeg een boot om waarbij één man en zes kinderen verdronken. Bij Zutphen werd een brug verwoest. Ook bij de Maas en de Waal waren er overstromingen. In Xanten en vandaar overal stroomafwaarts langs de Rijn waren er problemen, evenals bij Amersfoort en Eindhoven.[15][16]
- 1861
  - 5 januari - Watersnood in de Bommelerwaard 1861
  - 1 februari - Watersnood in het Land van Maas en Waal 1861 met uiteindelijk 37 doden.
- 1863
  - 4 december - Tijdens een orkaan vergaan voor de Nederlandse kust ten minste 36 schepen. Op de Boschplaat bij Terschelling vergaat het Duitse fregat 'Wilhelmsburg'. Drie bemanningsleden en 258 passagiers komen daarbij om.[17]
- 1865-1867
  - Runderpest in Nederland. Meer dan de helft van de runderen in Nederland sterft.[18]
- 1868
  - 28 april - Tijdens een storm tussen Vlieland en Terschelling verdrinken 26 Urker vissers.[19]
- 1877
  - 31 januari - Het vrachtschip ss. Ulysses van de KNSM, strandt door machineschade tijdens een zware storm op de kust bij Egmond aan Zee. Zeven doden.[20] De stoomboot Willem III van Stavoren naar Sneek vergaat op de Fluessen bij Heeg (Friesland). Veertien opvarenden komen om het leven.[21] In Reiderland stromen de Reiderpolder I (aangelegd in 1862) en Reiderpolder II (aangelegd in 1874) onder waarbij veertien mensen verdrinken.[22]
- 1879
  - 15 november - Het vrachtschip Pallas van de KNSM, komende van Sint-Petersburg en op weg naar Rotterdam, vergaat tijdens een hevige storm ter hoogte van IJmuiden. Twintig doden.[23]
- 1880
  - 30 december - Ramp bij Nieuwkuijk, de Heidijk zakt over 150 meter in. Er vallen drie doden, 41 huizen spoelen totaal weg, 68 huizen zijn beschadigd en slechts 125 huizen in het dorp blijven onbeschadigd.[24]
- 1883
  - 6 maart - Vissersramp Paesens-Moddergat. Tijdens een zeer zware storm in de nacht van 5 op 6 maart 1883 vergaan een groot aantal schepen waardoor 121 vissers om het leven komen. De Friese dorpen Paesens en Moddergat verliezen 17 van de 22 schepen met 83 mannen aan boord. Zoutkamp verliest drie schepen met negen opvarenden terwijl Urk acht schepen met 26 bemanningsleden verliest.[25]
- 1888
  - 21 november - Russische bark Atalanta strandt door een storm nabij Ouddorp, zes bemanningsleden komen om.[26]
- 1893
  - 3 december - Ramp van Wierum. In een zware sneeuwstorm vergaan dertien van de zestien vissersschepen uit dit dorp. Vier schepen vergaan met man en muis waarbij 22 vissers om het leven komen. De overige negen schepen stranden bij Ameland.[27]

## 1900-1924
- 1901
  - 28 januari - Als gevolg van een gebroken roer loopt ss. 'Holland' tijdens een zware storm op het hoofd van de Nieuwe Waterweg en breekt. Zestien opvarenden verdrinken.[28]
- 1906
  - 12 maart: Stormvloed na extreem hoog water op de Westerschelde. Diverse zeedijken breken door, met grote schade tot gevolg. In het Waasland verdrinken in totaal acht mensen.[29]
- 1909
  - 6 december: Een vissersvaartuig uit Blankenberge zinkt in een storm, waarbij de vijf opvarenden verdrinken. Te Oostende verdrinken vijf personen op de kade.[30]
- 1911
  - Mond-en-klauwzeer-epidemie in Nederland. Ruim 71 duizend bedrijven (ongeveer een op drie) getroffen. Enorme economische schade. Elf duizend runderen, 300 schapen en geiten en 6.500 varkens werden afgemaakt. Daarnaast werden zo'n 5.000 runderen preventief afgemaakt.[31]
- 1916
  - 13 en 14 januari - Stormvloed van 1916, 21 doden. Aanzet tot de Zuiderzeewerken.
- 1918-1919
  - Pandemie van Spaanse griep. In Nederland stierven binnen enkele maanden 27.000 mensen aan de Spaanse griep. De meesten in de maanden oktober (5.506), november (16.960) en december (5.321) van 1918. In de zomer van 1918 ging een eerste golf van Spaanse griep door Nederland, maar het aantal slachtoffers bleef toen beperkt.[32] In totaal zouden circa 48.000 mensen in Nederland bezwijken aan de griep. In België vielen er naar schatting 282.165 doden ten gevolge van de Spaansche Griep.[33]
- 1921
  - 22 oktober t/m 24 oktober - Tijdens een zeer zware storm komen verschillende schepen in moeilijkheden. Bij reddingsacties vergaan de motorreddingboot 'Brandaris (I)', de stoomreddingboot 'President van Heel' en de roeireddingboot van Schiermonnikoog. Tien redders komen om het leven. De ramp is de aanzet tot de ontwikkeling van de zelfrichtende reddingboot.[34]
  - 23 oktober - Loodsvaartuig 'loodschoener Eems no. 2' vergaat bij storm nabij Delfzijl, tien doden.[34]
- 1922
  - 8 maart - Als gevolg van storm zinkt de veerpont van Zwolle naar Genemuiden op het Zwartewater nabij Genemuiden, elf doden.[35]
- 1923
  - 23 september - Luchtballon getroffen door bliksem boven Loosbroek, vijf doden.[36]
- 1924
  - 18 juli - Tijdens een plotselinge opkomende zomerstorm op de Noordzee vergaan voor de Zeeuwse kust vier vissersschepen met man en muis: de garnalenvissers 'Niet Gedacht' ('Arn 27'), 'Arn 17', 'Vliss 2' en de 'Vliss 20'. Vijftien vissers komen hierbij om het leven. Ook voor de Belgische kusten komen talrijke schepen in moeilijkheden, dertien daarvan stranden. Ten minste 26 doden.[37][38]

## 1925-1949
- 1925
  - 8 maart - Tijdens een poging om tijdens een zware storm sleephulp te verlenen aan de gestrande 'Soerakarta' loopt de stoomsleepboot 'Schelde' op de pier van Hoek van Holland en vergaat. Acht opvarenden komen om het leven.[39]
  - 10 augustus - Stormramp van 1925 - Een buiencomplex met tornado's trekt een schadespoor van soms enkele kilometers breed langs Zeeland, Grave, deels over Heumen en Malden, Millingen a/d Rijn, Dijk bij Didam, Doetinchem, Ruurlo, Borculo en Neede. In Noord-Brabant worden de dorpen/buurtschappen Zeeland, Graspeel, Langenboom, Trent, Oventje en Escharen (praktisch) verwoest door een van de tornado's. Het complex trekt vervolgens noordoostwaarts richting het oosten van Gelderland. Van alle plaatsen wordt Borculo het zwaarst getroffen. Er vallen in totaal 4 doden en 80 gewonden.
  - 25 november - Loodsschoener vergaat nabij Terschelling, dertien doden. Ook de stalen zeillogger "Clara" (MA 29) uit Maassluis vergaat met man en muis in deze zeer zware storm.[39]
- 1926Hoogwatermarkering in Luik van de overstroming in 1926

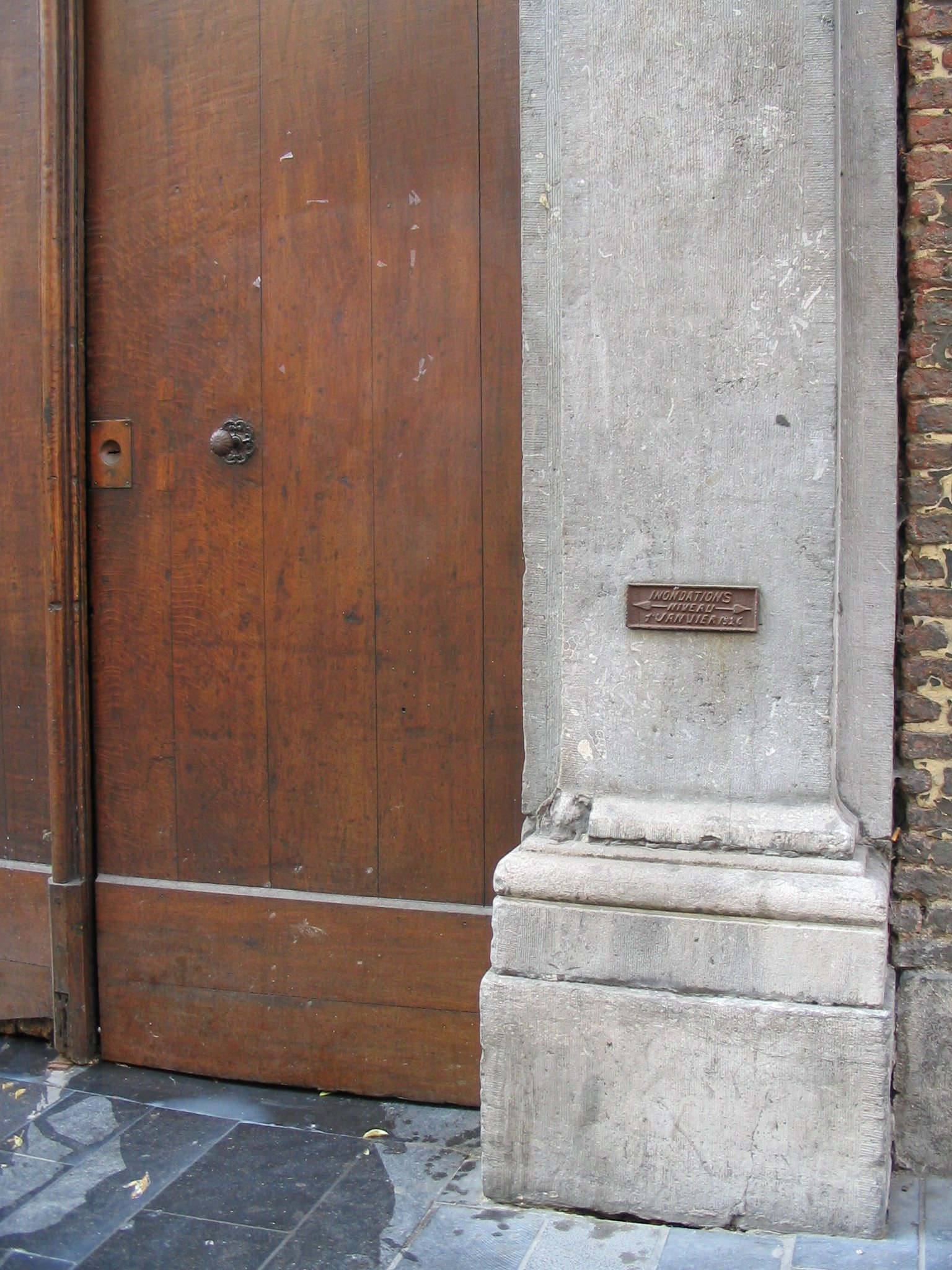
Hoogwatermarkering in Luik van de overstroming in 1926

  - januari - Overstroming van de Maas (1926): Rond de jaarwisseling overstromen grote gedeelten van de Maasvallei, veroorzaakt door het smelten van overvloedige sneeuw en hevige regen.[40]
  - 10 oktober - Tijdens een zware storm vergaan vijf loggers nabij de Doggersbank, waarbij 63 opvarenden om het leven komen.[41]
- 1927
  - 1 juni - Stormramp van 1927 - Een buienlijn met een tornado trekt vanaf Millingen aan de Rijn over de Achterhoek naar Twente en Duitsland. Het gebied tussen Lichtenvoorde en Neede wordt het zwaarst getroffen. De meeste slachtoffers vallen in de gemeente Eibergen. Er vallen tien doden en vele gewonden.[42]
  - 18 juni - Bij de Amsterdamse Droogdok Maatschappij (ADM) slaat de bliksem in een graanelevator die in het dok in reparatie is. Vijf werknemers komen om het leven, zes werknemers raken gewond.[43]
  - 27 november - SCH 276 Zeearend vergaat tijdens storm, twaalf doden[44]
- 1928
  - 17 november - Zeer zware storm in Nederland, België en omringende landen, in totaal 58 doden.[45][46][47][48][49]
- 1929
  - 16 januari - De stoomreddingboot 'Prins der Nederlanden' uit Hoek van Holland kapseist tijdens zeer zware weersomstandigheden bij een poging om hulp te bieden aan het gestrande Letse stoomschip 'Valka'. De acht opvarenden verdrinken. De motorboot 'Koningin Wilhelmina' uit Stellendam redt hierna de opvarenden van het Letse schip.[50]
- 1930
  - december - Dodelijke mist in de Maasvallei, een van de eerste officieel erkende gevallen van smog, in het gebied tussen Engis en Jemeppe-sur-Meuse. 67 doden.
- 1936
  - 26 oktober - De vissersboot SCH 179 Cornelis Vrolijk zinkt in een storm. Twaalf opvarenden komen om.[51]
- 1938
  - 18 september - De Aardbeving bij Zulzeke had een kracht van 5,6 op de schaal van Richter. Er vielen ten minste twee dodelijke slachtoffers.[52]

## 1950-1974
- 1950
  - 12 februari - Tijdens een storm vergaat het Finse schip 'Karhula' nabij Den Helder. Een B-25 Mitchell patrouillevliegtuig van squadron 320 van de Marine Luchtvaartdienst vindt de wrakstukken en een sloep met achttien mensen aan boord. De motorreddingboot 'Dorus Rijkers' kan hen redden. De andere elf opvarenden overleven de ramp niet.[53]
  - 23 augustus - Windhoos op de Veluwe
- 1952
  - 9 juli - Bij een plotselinge overstroming van de Soor in Jalhay in de Hoge Venen als gevolg van onweer worden zes arbeiders meegesleurd en verliezen het leven.[54]
- 1953Dijkdoorbraak bij Den Bommel in 1953

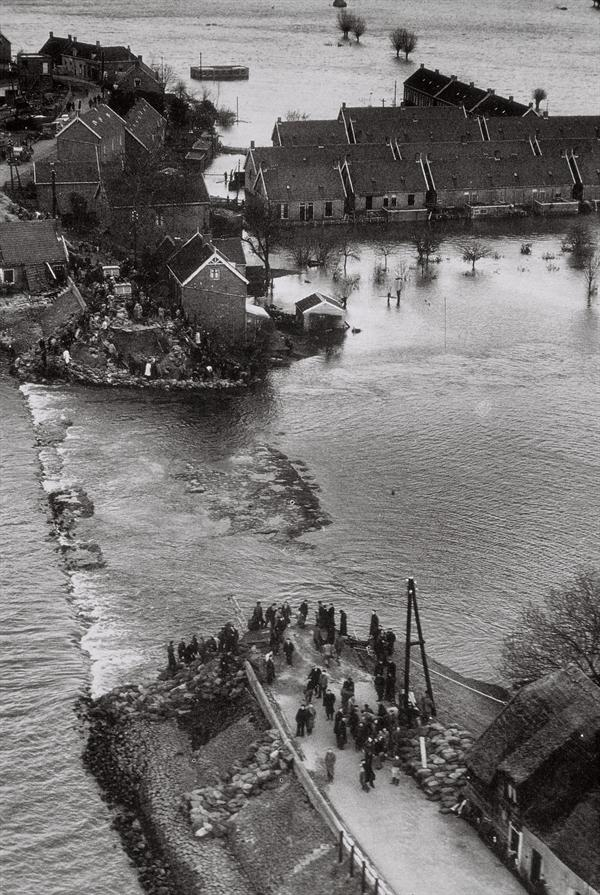
Dijkdoorbraak bij Den Bommel in 1953

  - 1 februari - Watersnood in Zeeland en delen van Zuid-Holland en Noord-Brabant, 1.836 doden, waarvan 865 in Zeeland, 677 in Zuid-Holland, 247 in Noord-Brabant en zes in Noord-Holland (Texel). In Vlaanderen verdronken 28 personen. In Groot-Brittannië kwamen 307 personen om het leven, terwijl naar schatting 220 zeelieden omgekomen zijn.
- 1956
  - 29 mei - In de streek van Verviers vallen vier doden bij overstromingen ten gevolge van hevig onweer.[55]
- 1958
  - 23 december: Roosburgramp: Instorting van een onderaardse gang in een voormalige mergelgroeve in Zichen-Zussen-Bolder. Deze gang was in gebruik als champignonkwekerij. Achttien personen kwamen om het leven.
- 1960
  - 20 januari - De coaster Bermuda uit Delfzijl, op weg van King's Lynn naar Hamburg, vergaat bij Hoek van Holland. Als gevolg van motorschade en zware weersomstandigheden kapseist en zinkt het schip. Vijf opvarenden verliezen hierbij het leven.[56]
- 1961
  - Mond-en-klauwzeerepidemie onder varkens. Meer dan 320.000 varkens werden hier het slachtoffer van.[57]
- 1965
  - 9 december - Tijdens storm vergaat het binnenvaartschip Elisabeth op het IJsselmeer. 5 doden.[58]
- 1967
  - 23 februari - De boomkorkotter Maartje (UK 223) uit Urk wordt op de Noordzee overvallen door een hevige storm en vergaat. 5 doden.[59]
  - 22 mei - Brand in de Innovation, warenhuisbrand waarbij 251 doden en 62 gewonden vielen.
  - 25 juni - Drie windhozen uit één weerfront troffen kort na elkaar het Belgische Oostmalle en het Nederlandse Chaam en Tricht. Totaal zeven doden en rond de tweehonderd gewonden.
- 1968
  - 23 januari - Het vissersschip Jonge Albert (UK 91) vergaat tijdens een storm op de Noordzee. Vijf doden.[60]
- 1971
  - maart - Uitbraak van polio in Staphorst, waarbij 37 personen, voornamelijk kinderen, werden besmet. Vijf kinderen overleden, een deel van de andere besmette personen raakten verlamd.[61]
- 1972
  - 11 augustus - Windhoos op Ameland treft Camping Duinoord. 2 doden, 400 gewonden en enorme schade.[62][63]
  - 13 november - Zeer zware storm over de lijn Ierland - Groot-Brittannië - Nederland - Duitsland zorgt voor veel schade en doden. 54 doden, waarvan 9 in Nederland. 5 miljoen bomen ontworteld.[64]
- 1973
  - 2 april Zware storm over de lijn Ierland - Groot-Brittannië - Nederland - Duitsland zorgt voor veel schade en minstens 7 doden.

## 1975-1999
- 1976
  - 2 januari - Zware storm gecombineerd met hoogtij veroorzaakt dijkbreuken in Ruisbroek met grote overstromingen in de provincie Antwerpen tot gevolg. Na deze overstromingsramp werd in Vlaanderen het Sigmaplan opgesteld, dat het Zeescheldebekken moet beveiligen tegen stormvloeden vanuit de Noordzee.[65][66]
- 1978
  - mei - Ontdekking van polio op de Veluwe. Uiteindelijk werden 110 ongevaccineerde personen besmet, een baby overleed.[67][68]
- 1979
  - 14 februari - Sneeuwstorm in Noord-Groningen. Talloze dorpen werden van de buitenwereld afgesneden. Reeds vanaf 11 februari waren er problemen met sneeuw en ijzel, die het verkeer in geheel Nederland hinderden. Op 14 februari begon het echter in heel Nederland zwaar te sneeuwen. Waar Sint-Katelijne-Waver, in Vlaanderen, zo'n 3 centimeter ontving, verdwenen in Groningen hele boerderijen onder de sneeuwduinen. Pas na enkele dagen waren de ingesneeuwde dorpen door het leger en zwaar materieel bevrijd van hun isolement.[69][70]
- 1981Wrakstukken van de NLM Cityhopper-vlucht 431 op de trappen van de spoordijk

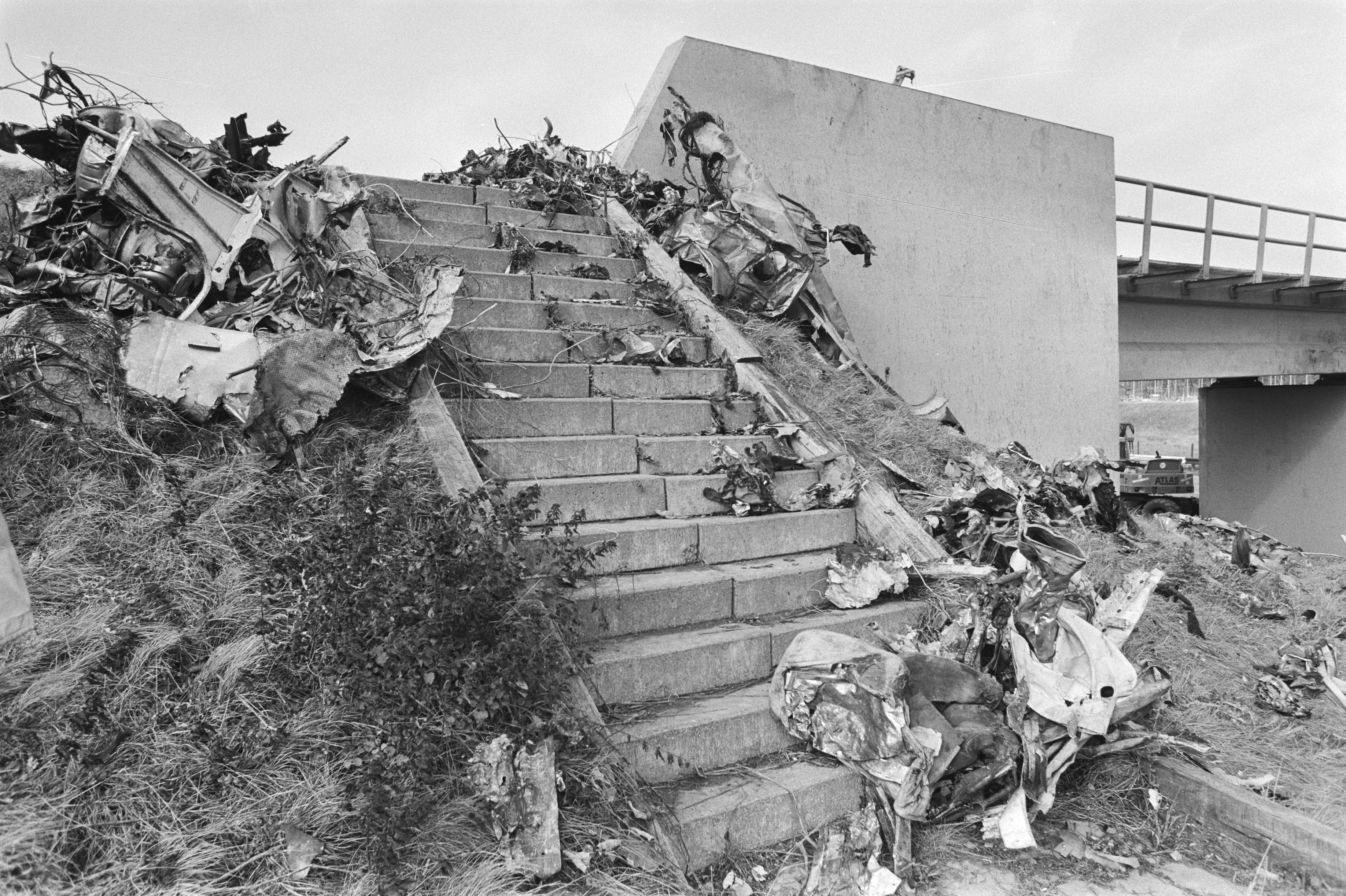
Wrakstukken van de NLM Cityhopper-vlucht 431 op de trappen van de spoordijk

  - 6 oktober - NLM Cityhopper-vlucht 431 stort neer bij Moerdijk als gevolg van onweer. Vermoedelijk als gevolg van een windhoos of tornado verloor de Fokker F28 zijn vleugels en stortte neer tegen de spoordijk. Er vallen 18 doden.
- 1983
  - 8 november - Aardbeving in Luik met een sterkte van 5,0 op de schaal van Richter. Hierbij vallen twee doden en tientallen gewonden.[71]
- 1987
  - 2 maart - IJzelstorm in Groningen, Oostelijk Friesland en Drenthe. Enorme schade aan bomen en hoogspanningsmasten.[72]
- 1990
  - 25 januari - Zeer zware zuiderstorm met windstoten tot orkaankracht. Negentien doden in Nederland en elf doden in België.[73] In heel Europa vielen naar schatting 97 doden. In België waaiden de kerktorens van Heist, Lommel, Oostende, Nieuwpoort, Londerzeel en Tielt weg.
  - Mond-en-klauwzeer-epidemie in Nederland. Ongeveer 2,8 miljard gulden schade, circa 1,3 miljard euro. Om de epidemie in te dammen werden 93.000 runderen, 35.000 schapen, 8.000 geiten, 118.000 varkens en 8.000 andere dieren (met name herten) afgemaakt. De uitbraak werd mede veroorzaakt door de EU die het jaarlijkse vaccinatieprogramma liet stoppen.[74]
- 1992
  - 13 april - Aardbeving van Roermond. Deze was met een kracht van 5,8 op de schaal van Richter de sterkste aardbeving die ooit in Nederland is waargenomen. Geen slachtoffers, wel veel schade (destijds 275 miljoen gulden, circa 125 miljoen euro).
  - September - Ontdekking van Kinderverlamming bij een veertienjarige jongen in Streefkerk. Uiteindelijk werden 71 ongevaccineerde personen besmet, waarvan twee overleden en 59 in meer of mindere mate verlamd raakten.[75][76]
- 1993
  - 9 oktober - Tornado veroorzaakt schade in de streek van Ciney.[77]
  - 21 oktober - Tornado over Riemst, nabij Tongeren.[77]
  - 26 december - Overstroming van de Maas (1993) Extreem hoge waterstand en zware overstromingen van de Maas in België en Nederland door zeer overvloedige regenval. Neerslaghoeveelheden tot 437 mm in Dohan (Bouillon).[78]
- 1995
  - januari - Extreem hoge waterstand en zware overstromingen van de Maas in België en Nederland door extreme regenval. Het neerslagtotaal in Ukkel van de maand januari bedraagt 143,6 mm, het record van de eeuw voor de maand januari. Elders zijn de maandtotalen ook uitzonderlijk hoog: 240 mm in Thirimont (Beaumont), 283 mm in Aarlen, 391 mm in Dohan (Bouillon), 393 mm in Libramont.
  - 30 januari - Evacuatie van het Rivierenland, circa 250.000 mensen worden geëvacueerd vanwege de dreiging van dijkdoorbraken.
- 1999
  - 28 februari - Legionellabesmetting Westfriese Flora, Bovenkarspel, 32 doden.

## 2000 - heden
- 2003

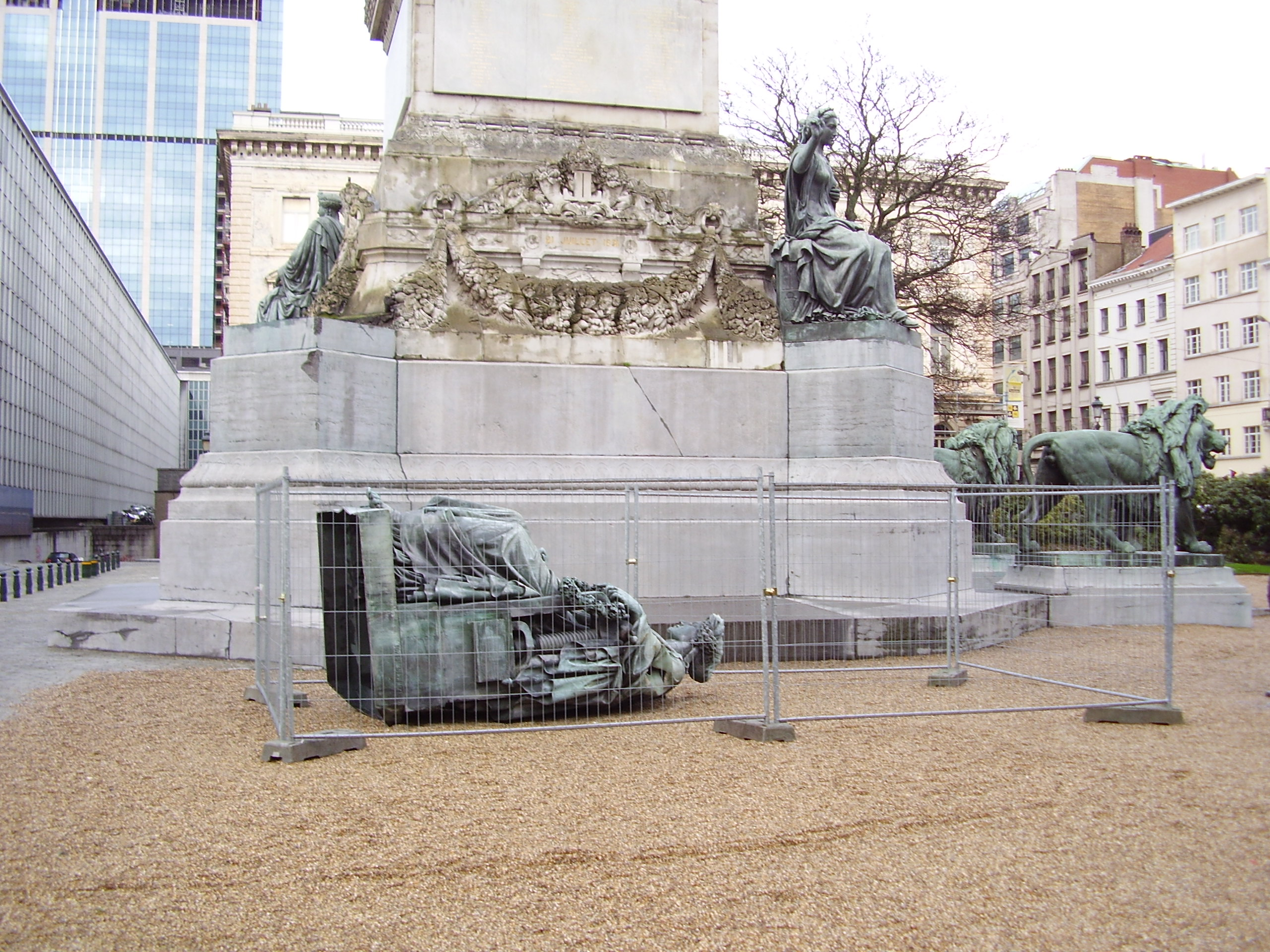
Beschadigd beeld in Brussel als gevolg van de storm Kyrill in 2007

  - 26 augustus - Kadebreuk bij Wilnis - Door droogte scheurt de veendijk waarna een gedeelte wegglijdt. Een woonwijk loopt onder water.
- 2005
  - 25 november - Sneeuwstorm en storm in Nederland. Met name de Veluwe en de Achterhoek worden getroffen.
- 2007
  - 18 januari - De storm Kyrill trekt over Europa. Naast enorme schade vielen in Europa 47 slachtoffers, waarvan zeven in Nederland en drie in België.
- 2009
  - Influenza A (H1N1) in de zomer en het najaar. Voor zover bekend zijn achttien personen in België en 60 personen in Nederland overleden. De angst voor de ziekte is vele malen groter dan het daadwerkelijke gevaar, maar daardoor is de maatschappelijke invloed van de ziekte erg groot.
- 2010
  - 14 april - Als gevolg van een Duinbrand tussen Schoorl en Bergen aan Zee wordt Bergen aan Zee geëvacueerd, het blussen duurt dagen. De burgemeester noemt de brand een natuurramp.[79]
  - 12 juli - Noodweer in België en Nederland. Veel schade, overstromingen en stroomstoringen zowel in Nederland als in België. Bij de Zwarte Cross vielen vier gewonden toen feesttenten als gevolg van het weer instortten.[80]
  - 14 juli - Windhoos trekt over een kampeerterrein in Vethuizen. Twee doden, drie zwaargewonden en verschillende lichtgewonden. Forse schade.[81][82]
  - idem - Noodweer in België. Acht kinderen licht- en een vrachtwagenchauffeur zwaargewond. Ciney werd getroffen door een kleine tornado.[83]
  - 13 en 14 november - Zware regenval in België en Zuid-Nederland. Vijf doden. Drie mensen verdronken door buiten hun oevers getreden rivieren in de provincie Henegouwen.[84][85][86][87]
- 2011
  - 18 augustus - Noodweer tijdens Pukkelpop 2011 in Kiewit bij Hasselt. Door zwaar noodweer storten enkele tenten in. Er vallen 5 doden en circa 140 gewonden.
- 2018
  - 18 januari - Storm van 18 januari 2018 in heel Nederland windstoten van meer dan 120 kilometer per uur, de hoogste windstoot in Hoek van Holland met 143 kilometer per uur. Er vielen 2 doden in Nederland en het treinverkeer lag plat en schade van 90 miljoen euro. In België werd er een windstoot van 119 km/u gehaald en viel er 1 dode.
- 2020-2023
  - Coronapandemie over de gehele wereld, inclusief Nederland en België. Er zijn 6,7 miljoen doden wereldwijd waarvan 23.000 in Nederland.
- 2021
  - Grootschalige overstromingen in Nederland, België en Duitsland. Er vallen meer dan 200 doden.
- 2022
  - 18 februari - Storm Eunice met 5 doden en windstoten van 145 km/u in Nederland. Er was sprake van grote maatschappelijke ontwrichting. Het openbaar vervoer lag plat en er was voor een half miljard euro aan schade.